# Kattarinatha, Kanakapura
Kattarinatha là một làng thuộc tehsil Kanakapura, huyện Ramanagara, bang Karnataka, Ấn Độ.